# Bradley Allen
Bradley Allen (Romford, 13 settembre 1971) è un allenatore di calcio ed ex calciatore inglese, di ruolo attaccante.

## Biografia
Suo padre Les, suo zio Dennis, suo fratello Clive, i suoi cugini Martin e Paul, suo nipote Oliver e Charlie Allen (figlio di Martin, e quindi suo parente) sono a loro volta tutti stati dei calciatori professionisti.

## Carriera

### Giocatore
Dal 1988 al 1995 ha giocato con il QPR, con cui nella stagione 1992-1993 ha segnato 2 gol in 6 presenze nella stagione inaugurale della Premier League; dal 1995 al 1998 ha giocato nella seconda serie inglese con il Charlton, segnando 9 reti in 39 presenze e contribuendo anche a conquistare una promozione in Premier League, categoria in cui ha giocato un'altra partita sempre con il Charlton nella stagione 1998-1999, a metà della quale è stato ceduto in prestito per sei mesi al Colchester, squadra della quarta serie inglese. Ha poi continuato a giocare nelle serie minori inglesi fino al 2004.

### Nazionale
Ha partecipato ai Mondiali Under-20 del 1991; in seguito ha giocato 8 partite con la nazionale Under-21, segnandovi anche 2 gol.

### Allenatore
Allena la squadra Under-15 del Tottenham dal 2004.